# Le Guetteur
Pour le film de Michele Placido de 2012, voir Le Guetteur.
Le Guetteur (en russe : Соглядатай) est un roman de langue russe de l'écrivain Vladimir Nabokov, publié pour la première fois en 1930 par la revue d'émigrés russes Sovreménnye zapiski à Paris et traduit en anglais par le fils de l'auteur sous le titre The Eye en 1965.

## L'histoire
Narré à la première personne, Le Guetteur raconte l'histoire d'un homme qui, après avoir raté un suicide, se sent transparent, comme mort. Comme dans la plupart des romans de Nabokov écrits dans sa langue maternelle, le personnage sans nom (de famille notamment) est indéterminé ; il n'existe pas réellement. Ou alors seul celui-ci existe, mais pas le monde autour qui se voit recouvrir d'un voile.
Le narrateur va donc vivre de cette façon dans une pension d'émigrés russes, où il passera notamment son temps à essayer de déchiffrer les actes de deux de ses pensionnaires, Smourov et Vania. On découvre au sujet du premier nommé une certaine ambiguïté autour de ce qu'il prétend et de ce qui est vrai.

## Citations
« Le thème du Guetteur est la conduite d'une investigation qui mène mon héros au sein d'un enfer de miroirs dont il ne sortira qu'au moment où deux images pourront enfin coïncider. »

— Vladimir Nabokov

« Suivre la piste de Smourov demeure, il me semble, un exercice dont ni le temps ni les livres, ni la transposition des mirages d'une langue aux oasis d'une autre langue n'ont altéré la vertu divertissante. »

— Vladimir Nabokov.